# Радомерщак
Радомерщак (словен. Radomerščak) — поселення в общині Лютомер, Помурський регіон, Словенія. Висота над рівнем моря: 287,8 м.